# اچ.اف. مالتبی
اچ. اف. مالتبی (انگلیسی: H. F. Maltby; ۲۵ نوامبر ۱۸۸۰ – ۲۵ اکتبر ۱۹۶۳) یک هنرپیشه و فیلم‌نامه‌نویس اهل انگلستان بود.
وی فیلم‌نامه‌نویس فیلم‌هایی همچون آدم‌های مزخرف، پیگمالیون (۱۹۳۸) جوان و بی‌گناه (۱۹۳۷) بوده‌است.

## بخشی از فیلمشناسی
از فیلم‌ها یا برنامه‌های تلویزیونی که وی در آن نقش داشته‌است می‌توان به آثار زیر اشاره کرد.
- گرفتن یک دزد
- سزار و کلئوپاترا (فیلم) (۱۹۴۶)
- یک داستان کنتربری (۱۹۴۴)